# Lisisjön
Lisisjön (georgiska: ლისის ტბა) är en liten sjö i närheten av Tbilisi, Georgien som hör ihop med floden Kura. Landskapet omkring sjön är stenigt och torrt med mycket stäpp. I landskapet kan man hitta små reptiler, rävar och fåglar

## Klimat
Den årliga nederbörden är ca 400 mm (20 mm i januari, 40 mm i april, 40 mm i juli, 30 mm i oktober) och det finns mellan 20 och 30 dagar med kraftiga regn per år. Det finns även mellan 20 och 30 dagar per år som sjön är täckt av is. Men i sjön kan det också bli mycket varmt, ca 37 grader i april och ca 23 grader i oktober.